# Ольшанський Володимир
Володимир Ольшанський (нар. 21 лютого 1976) — український лижник. Він виступав у класичній гонці на 15 кілометрів серед чоловіків на зимових Олімпійських іграх 2006 року.